# Milan Rúfus
Milan Rúfus, né le 10 décembre 1928 à Závažná Poruba et mort le 11 janvier 2009 à Bratislava, est un poète, traducteur et essayiste slovaque.

## Biographie
Diplômé de la Faculté des arts de l'Université Comenius de Bratislava, où il étudie la langue slovaque, la littérature et l'histoire, il y enseigne l'histoire de la littérature tchèque et slovaque de 1952 à 1989.

### Œuvre
Il publie ses premiers poèmes dans des revues spécialisées dans les années 1940 et fait partie du «groupe de Trnava», un groupe de poètes attachés à renouveler la poésie en Tchécoslovaquie après la mort de Staline. Son premier recueil, Až dozrieme, paraît en 1956 et marque une rupture dans la poésie slovaque, que ce soit dans la forme ou dans le contenu. Inspirée par le symbolisme, par l'art graphique slovaque traditionnel ou par les photos de Martin Martinček, son œuvre poétique comporte aussi une dimension sociale et philosophique.
Il écrit aussi pour les enfants (Modlitbičky), imaginant un monde d'amour, de compréhension, de justice, de vérité et de valeurs morales. Ses ouvrages pour enfants ont connu un grand succès en Slovaquie. 
Rúfus a également traduit Peer Gynt en slovaque et publié plusieurs essais sur la création poétique (Človek, čas a tvorba).

### Traductions
L'œuvre de Rúfus a été traduite en plus de 20 langues. En français, le recueil L'inquiétude du cœur a été publié en 2002.

### Honneurs
En 1998, son nom a été donné à la planète mineure (33158) Rúfus.